# Emiliano Rodríguez (football)
Pour les articles homonymes, voir Rodríguez.
Emiliano Rodríguez Rosales, plus simplement connu sous le nom d'Emiliano Rodríguez, né le 16 juillet 2003 à Montevideo, est un footballeur uruguayen qui joue au poste d'avant-centre au Deportivo Cali, en prêt de Boston River.

## Biographie

### Carrière en club
Né à Montevideo en Uruguay, Emiliano Rodríguez il est le frère jumeau de Luciano Rodríguez,,.
Après avoir touché ses premiers ballons aux Cosmos Corinto, Emiliano Rodríguez effectue sa formation au Club Atlético Bella Vista en compagnie de son frère, avant que leurs chemins ne se séparent lorsqu'Emiliano rejoint
Boston River en 2019. Il y commence sa carrière professionnelle, jouant son premier match avec l'équipe première du club le 6 février 2022.

### Carrière en sélection
En décembre 2022, Emiliano Rodríguez est convoqué pour la première fois avec l'équipe d'Uruguay des moins de 20 ans, prenant part aux matchs amicaux contre le Pérou,.
Le 3 janvier 2023, il est appelé par Marcelo Broli pour le Championnat d'Amérique du Sud des moins de 20 ans qui commence à la fin du mois,.
L'Uruguay termine deuxième du championnat, ne cédant sa première place au Brésil que lors de la dernière journée, à la faveur d'une défaite contre ces derniers,,.
Ce tournoi lui donne l'occasion de partager le terrain avec son frère, fournissant même une passe décisive à Luciano, pour le but de la victoire 2-1 face à l'Équateur dans les matchs décisifs pour le titre.

## Palmarès
Uruguay -20 ans
- Championnat d'Amérique du Sud
  - Vice-champion en 2023